# مایکل گری
مایکل گری (به انگلیسی: Michael Gray) بازیکن فوتبال زادهٔ ۳ اوت ۱۹۷۴ اهل کشور انگلستان که سابقهٔ بازی در تیم ملی فوتبال انگلستان را در کارنامهٔ خود دارد. وی در تاریخ ۲۸ آوریل ۱۹۹۹ نخستین بازی ملی خود را در مقابل تیم ملی فوتبال مجارستان انجام داد و با حضور در ۳ بازی ملی، در تاریخ ۹ ژوئن ۱۹۹۹ واپسین بازی ملی‌اش را در برابر تیم ملی فوتبال بلغارستان برگزار کرد.